# Ida von Zedlitz-Neukirch
Freifrau Ida von Zedlitz-Neukirch (* 1. September 1839 in Bitterfeld, Provinz Sachsen, Königreich Preußen; † 17. September 1902 in Harzburg, Herzogtum Braunschweig, Deutsches Reich) war eine deutsche Schauspielerin und Theaterdirektorin.

## Leben
Die Eltern waren Justizrat Koppe und Amalie Mahlo in Bitterfeld.
Sie arbeitete als Schauspielerin in Breslau mit dem Namen Ida Claus. Seit 1863 war sie in Würzburg. Von 1871 bis 1881 leitete sie mit ihrem Ehemann Emil Hahn das Victoria-Theater in Berlin. Seit 1876 war sie Besitzerin des Grundstücks Blumenstraße 9, 9a/Wallner-Theater-Straße 16/17 und leitete einige Jahre das darauf befindliche Residenz-Theater.
Im November 1883 heiratete sie den Schriftsteller Sigismund von Zedlitz und Neukirch. Ida von Zedlitz-Neukirch galt als energisch und geistesstark.

## Ida Claus-Stiftung
1897 verfügte sie in ihrem Testament, dass aus den Einkünften des Grundstücks die Ida Claus-Stiftung finanziert werden soll, die armen alten Schauspielern eine regelmäßige finanzielle Unterstützung gewährt. 1904 wurden die ersten Renten ausbezahlt. 1907 gab es über 60 Empfänger. Die Stiftung war bis mindestens 1944 Eigentümerin des Grundstücks in der Wallner-Theater-Straße 16/17.